# Soukhoï Su-75
Le Soukhoï Su-75 « Checkmate » (en russe : Сухой Су-75 Шах-и-мат (Chakh-i-mat), « Échec et mat » ; LTS, pour Лёгкий тактический самолёт (Liogki taktitcheski samoliot), « Avion tactique léger ») est un avion de combat furtif monomoteur de « cinquième génération » en cours de développement par Soukhoï pour les forces aérospatiales russes et l'exportation.

## Caractéristiques
Le Su-75 est un pari assez risqué pour Rostec car l'entreprise développe l'avion sur ses fonds propres et ne reçoit pour l'instant pas de financement de la part de l’État russe pour sa conception.
Le Su-75 est pensé pour être un concurrent du F-35 à l'export. Il doit intégrer une nouvelle intelligence artificielle, avoir une soute à missiles et une charge utile de 7 tonnes. Son moteur devrait permettre d'atteindre une vitesse de Mach 1,8 et avoir une autonomie de 3 000 km. L'avion sera équipé d'un moteur modifié du Su-57. Il aura également une avionique embarquée intégrant radar AESA, casque de visée, FLIR et fusion de données.
Il se différencie des précédents avions de combat russes par sa petite taille, son absence de canon intégré, et son entrée d'air beaucoup plus petite et proche du sol. Cette petite entrée d'air devrait empêcher l'avion de décoller et d’atterrir sur une piste improvisée, ce qui est l'une des caractéristiques typiques des avions russes et soviétiques.

## Versions
En plus de la version monoplace, il existe un drone et une version biplace.
Le 18 mai 2022, Sergueï Tchemezov, le PDG de Rostec, annonce lors d'une conférence de presse en compagnie de Vladimir Poutine que le Su-75 entrera en production de série en 2027. 

## Opérateurs potentiels
Rostec prévoit en 2021 que l'Argentine, l'Inde et le Vietnam deviendront les principales destinations d'exportation de l'avion, le marché africain manifestant également de l'intérêt. Soukhoï vise à exporter 300 avions Su-75 Checkmate vers les pays africains au cours des 15 prochaines années,. Le jet doit également être exporté vers la Turquie, l'Arabie saoudite et les Émirats arabes unis.
Dans SITDEF-2021, Alexander Mikheïev, le directeur général de l'exportation de produits de Rosoboronexport, déclare qu'il y a un intérêt pour le Su-75 dans un certain nombre de pays d'Amérique du Sud.

## Galerie d'images

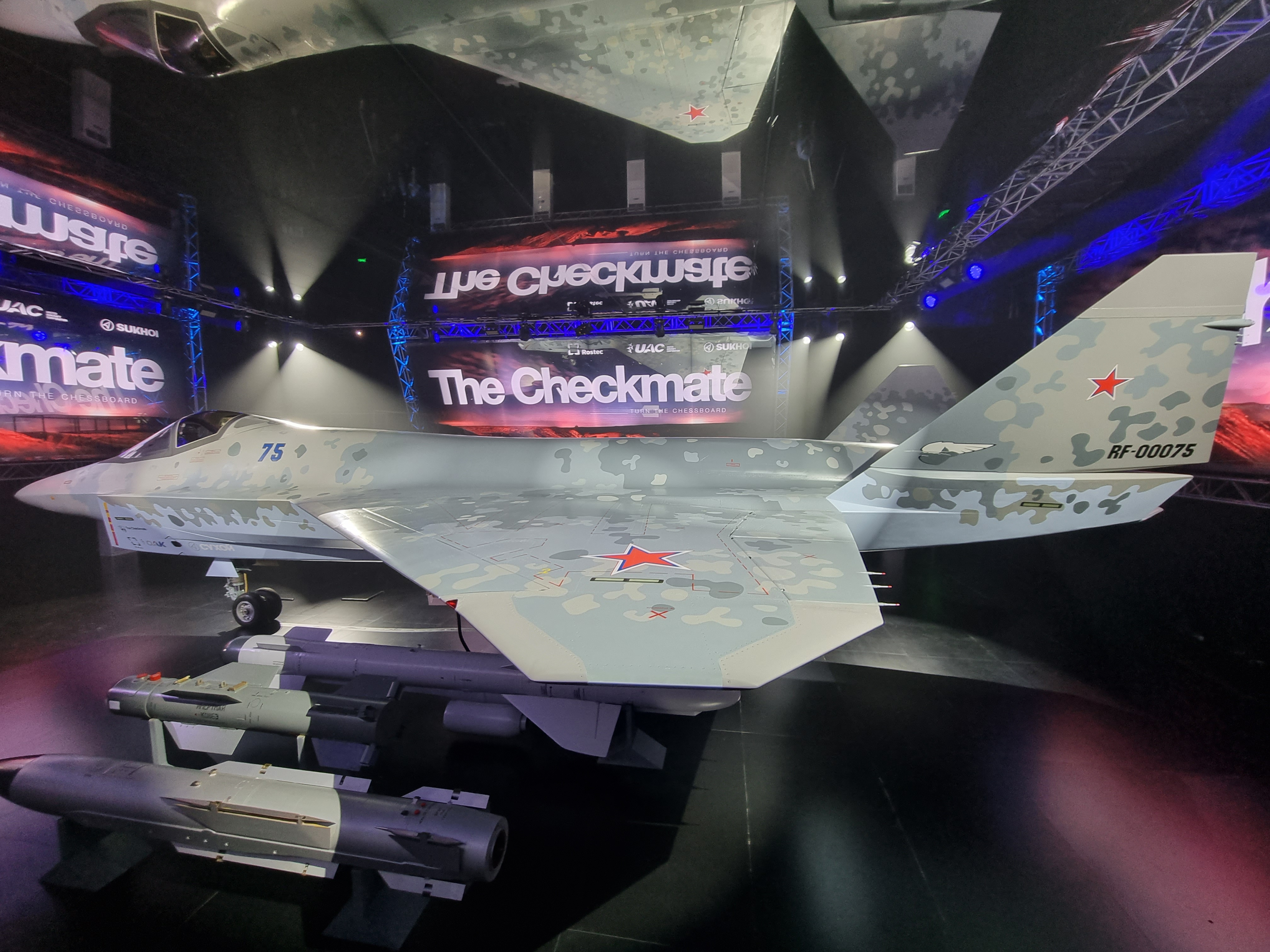
Armement.
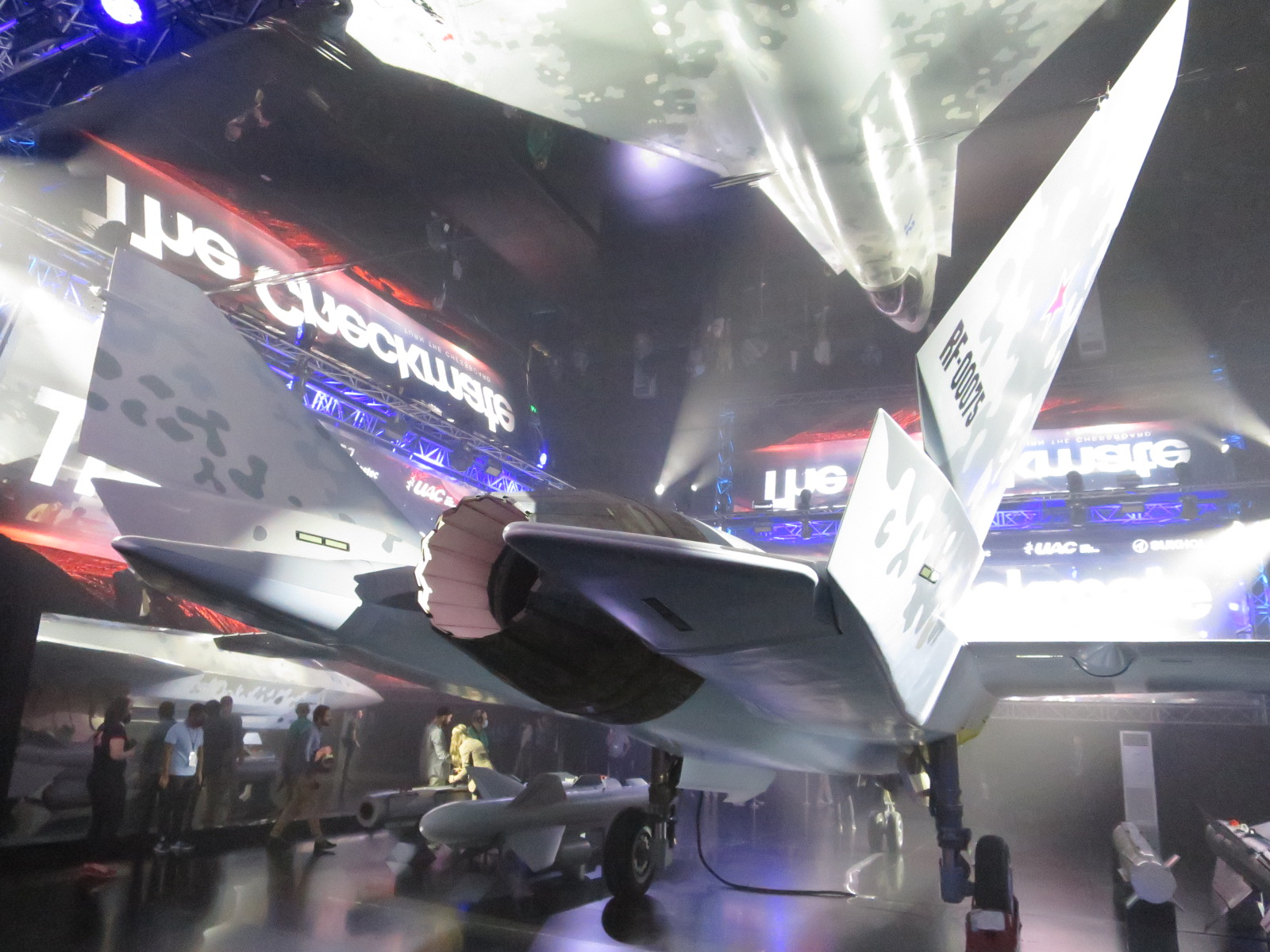
Vue arrière.
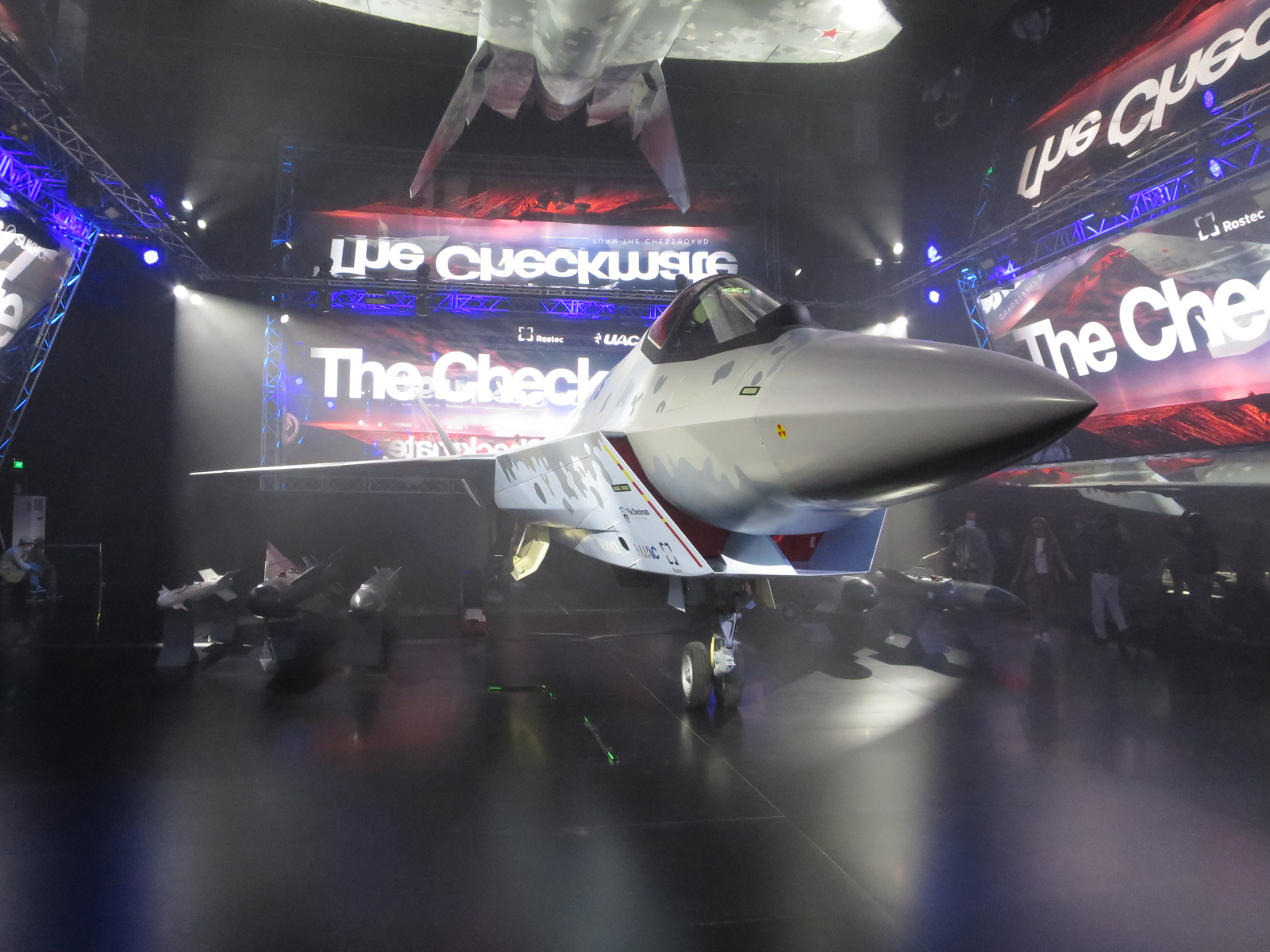
Vue de face.
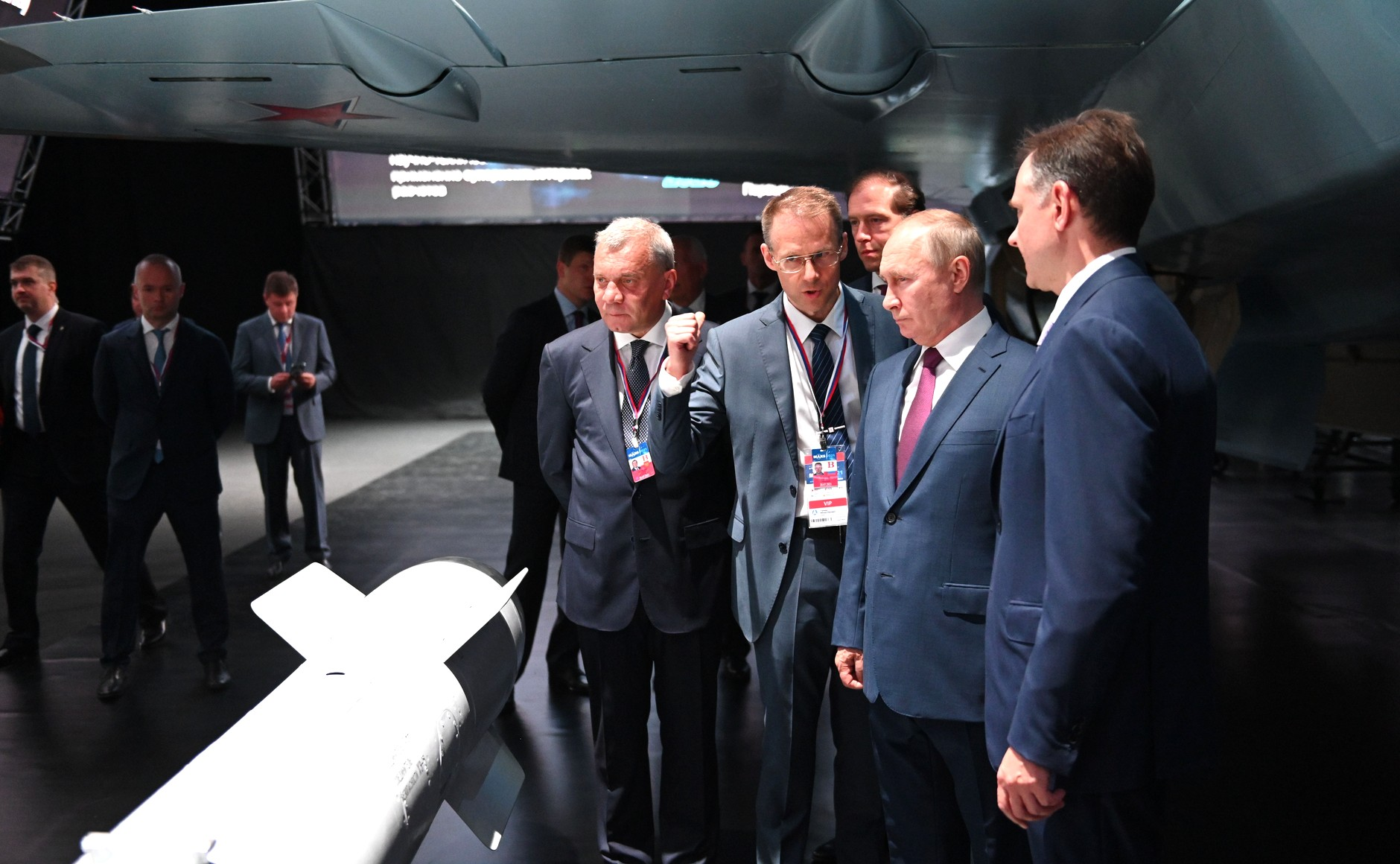
Visite de Vladimir Poutine, chef de l'État russe.